# Армандо Купер
Армандо Енрике Купер Витакер (шп. Armando Enrique Cooper Whitaker; 26. новембар 1987) панамски је фудбалер.

## Каријера
Дебитовао је 2006. године за екипу Арабе Унидо, где је провео пет сезона, играјући на 115 првенствених мечева. Већину времена проведеног у клубу био је стандардни првотимац и освојио је првенство Панаме.
У 2011, Купер је прешао у аргентински Годој Круз. Дана 18. августа у мечу против Расинга из Авељанеда дебитовао је у аргентинској лиги.
Године 2013. прешао је у румунски Оцелул на позајмицу. Против ЧФР Клужа, дебитовао је на мечу румунског првенства. Дана 18. априла 2014. године, у мечу против Газ метана био је двоструки стрелац и то су његови први голови за Оцелул. Играо је 21 утакмицу у сезони и постигао 3 гола. Након завршетка сезоне, вратио се у Годој Круз. Почетком 2015. потписао је уговор са немачким Ст. Паулијем, међутим није успео да се наметне и након завршетка сезоне напустио је клуб. У лето 2015. Купер се вратио у свој матични клуб Арабе Унидо. Годину дана касније одлази у Торонто. Постигао је свој први гол у победи над Монтреал Импактима у финалу МЛС купа 2016.
Дана 14. децембра 2017. године, Торонто је одбио да са њим продужи уговор, а затим је Купер напустио клуб и прешао у Универсидад де Чиле.

## Репрезентација
Дебитовао је 7. октобра 2006. године за репрезентацију Панаме у мечу против Салвадора. Панама је успела први пут да избори директан пласман на Светско првенство 2018, победом над Костариком од 2:1. Био је уврштен у састав Панаме на Светском првенству у Русији 2018. године и одиграо две утакмице.